# Yassine Kechta
Yassine Kechta (arabisch ياسين قشطة, DMG Yāsīn Qišṭa; * 25. Februar 2002 in Paris) ist ein marokkanisch-französischer Fußballspieler, der bei Le Havre AC spielt.

## Karriere

### Verein
Kechta begann seine fußballerische Ausbildung im Alter von sechs Jahren 2008 bei der ES Gennevilloise. Im Sommer 2010 wechselte er zum Racing Club de France. Nach vier Jahren wechselte er 2014 in die Jugend des Paris FC, wo er ein Jahr spielte, ehe er beim Le Havre AC unterschrieb. Bereits im Januar 2019 kam er zu seinen ersten Einsätzen in der viertklassigen Zweitmannschaft. Am letzten Spieltag der Saison 2020/21 wurde Kechta eingewechselt und debütierte somit im Profibereich bei einem 3:2-Sieg über den ES Troyes AC. In der Spielzeit 2021/22 kam er keinmal in der Liga zum Einsatz, nur einmal im Pokal. Am dritten Spieltag der Saison 2022/23 stand er das erste Mal in der Startelf und schoss bei dem 1:1-Unentschieden gegen den FC Pau sein erstes Profitor. Er entwickelte sich zur Stammkraft und kam 28 Mal für die Profis zum Einsatz, wobei er einmal traf und ihm zwei Vorlagen gelangen. Hinzu kam der Aufstieg als Meister in die Ligue 1 mit seinem Verein.

### Nationalmannschaft
Im Jahr 2017 kam Kechta bereits zu fünf Einsätzen für das U17-Team Frankreichs. Anschließend kam er im April 2019 unter anderem beim U17-Afrika-Cup 2019 zum Einsatz und spielte dort dreimal für die U17-Männer Marokkos. Nach weiteren Einsätzen für Juniorenteams Marokkos, war er im März 2023 das erste Mal im Kader der marokkanischen A-Nationalmannschaft.

## Erfolge
Le Havre AC
- Meister der Ligue 2 und Aufstieg in die Ligue 1: 2023